# جزیره رعد
جزیره رعد (انگلیسی: Thunder Island) فیلم اکشن آمریکایی به نویسندگی و تصویربرداری جک نیکلسون با بازی جین نلسون و برایان کلی می‌باشد که در سال ۱۹۶۳ منتشر شد.